# Риверос, Маркос
Маркос Антонио Риверос Краякич (исп. Marcos Antonio Riveros Krayacich; 4 сентября 1988, Асунсьон, Парагвай) — парагвайский футболист, полузащитник клуба «Насьональ» и сборную Парагвая.

## Клубная карьера
Риверос начал карьеру в клубе «Гуарани», но сыграв всего в одном матче он перешёл в «Насьональ». В 2011 году Маркос на правах аренды перешёл в аргентинский «Ньюэллс Олд Бойз». 7 августа в матче против «Эстудиантеса» он дебютировал в аргентинской Примере. Риверос принял участие всего в трёх поединках из-за травм и конкуренции.
В 2013 году Риверос впервые выиграл парагвайскую Примеру. 19 марта 2014 года в матче Кубка Либертадорес против бразильского «Атлетико Минейро» он забил свой первый гол на международной клубной арене. В том же году Маркос помог команде выйти в финал турнира.

## Международная карьера
2 апреля 2010 года в товарищеском матче против сборной ЮАР Риверос дебютировал за сборную Парагвая. 17 ноября в поединке против сборной Гонконга Маркос забил свой первый гол за национальную команду.

### Голы за сборную Парагвая
| #   | Дата           | Место              | Противник | Счёт | Результат | Соревнование      |
| --- | -------------- | ------------------ | --------- | ---- | --------- | ----------------- |
| 01. | 17 ноября 2010 | Со Кон По, Гонконг | Гонконг   | 0:6  | 0:7       | Товарищеский матч |

## Достижения
Командные
 «Насьональ»
- Чемпионат Парагвая по футболу — Апертура 2013
- Финалист Кубка Либертадорес — 2014